# Natalya Simonova
Natalya Fyodorovna Simonova (in russo: Наталья Фёдоровна Семёнова) è un personaggio del film GoldenEye del 1995. Principale Bond girl del film, è interpretata dall'attrice e modella polacca Izabella Scorupco.

## Storia
Hacker professionista sotto le mentite spoglie di semplice programmatrice, la bella Natalya scampa rocambolescamente al disastro che distrugge la base militare di Severnaya, in Siberia, dove rimangono uccisi tutti i suoi colleghi. Il disastro è causato dall'esplosione del satellite GoldenEye voluta da un terrorista russo, il perfido generale Ourumov. Unica sopravvissuta e testimone del complotto ordito dall'organizzazione terroristica Janus capeggiata da Ourumov, Natalya viene raggiunta da Bond il quale, assieme a lei, scoprirà la vera natura dell'incidente del satellite.

## Curiosita
Originariamente il personaggio si doveva chiamare Marina Varoskaya, secondo la prima sceneggiatura di Michael France, e per il ruolo fu considerata l'attrice cecoslovacca Paulina Porizkova, ma l'attrice polacca Isabella Scorupco fu scelta per il ruolo.